# Noise rock
El noise rock (de vegades anomenat també noise punk) és un estil divers del rock experimental que empra elements de la música noise, les quals derivaren del punk rock en la dècada del 1980. Prenent influència dels moviments musicals com la no wave, la música minimalista, la música industrial i el hardcore punk de Nova York, els artistes es dediquen a nivells extrems de distorsió mitjançant l'ús de guitarres elèctriques, i menys freqüentment, instruments electrònics, tant per a fer sons de percussió com per a l'arranjament de la música en general.
Alguns grups estan lligats a l'estructura de les seues cançons, com Sonic Youth. Malgrat que no són representatius de tot el gènere, ells ajudaren a popularitzar el noise rock entre les audiències del rock alternatiu al incorporar melodies a les textures del seus sons brunzidors, les quals foren utilitzades com a plantilla per nombroses grups influïts pel seu estil.
Thurston Moore, membre de Sonic Youth, digué: "Noise ha pres el lloc del punk rock. La gent que tocava noise no té cap aspiració real en ser part de la cultura majoritària. Punk ha sigut cooptat, i aquesta música noise subterrània i la escena del folk avant-garde l'han substituït."

## Història
Mentre la música ha existint de manera dispersa durant un temps, el terme va aparèixer durant la dècada del 1980 per a descriure un subgènere del punk amb una aproximació incrementalment abrasiva. Un àlbum arquetípic és White Light/White Heat (1968) de the Velvet Underground. Joe Gross, de Treblezine, acredita al "clàssic de culte" el ser el primer àlbum del gènere.
Durant els inicis de la dècada de 1990, el noise punk es desenvolupà majoritàriament com una forma de música per a festes, amb el grup Lightning Bolt sent un grup clau de l'escena del noise punk de la dècada del 2000 a Providence, Rhode Island.